# 牧場 (明尼蘇達州)
牧場（英語：The Ranch）是位於美國明尼蘇達州馬諾門縣拉加爾德鎮區的一個普查規定居民點。

## 人口
根據2020年美國人口普查的數據，牧場的面積為0.80平方千米，皆為陸地。當地共有人口14人，而人口密度為每平方千米17.5人。